# Catocala decorata
Catocala decorata är en fjärilsart som beskrevs av Richard Dane Worthington 1883. Catocala decorata ingår i släktet Catocala och familjen nattflyn. Inga underarter finns listade i Catalogue of Life.